# Ruth Heise
Ruth Heise (* 25. Januar 1921 in Berlin; verstorben nach 2008 oder noch nicht verstorben) ist/war eine deutsche Physikerin und Hochschullehrerin.

## Leben und Werk
Heise promovierte 1951 mit einer Arbeit zum Thema Leitfähigkeitsmessungen an hochverdünnten wässrigen Elektrolytlösungen. Von 1952 bis 1960 hielt Heise Vorlesungen an der Humboldt-Universität zu Berlin zum Thema Die gaskinetischen Grundlagen der Molekularphysik als Vorbereitung auf eine weitere Vorlesungsreihe über Molekülphysik. Aus dieser Vorlesungsreihe ging ihr Buch Elementare Einführung in die kinetische Gastheorie hervor, welches das erste in deutscher Sprache zu diesem Thema war.

## Forschungsinteressen
Heise forschte auf dem Gebiet der Elektrolyte, der kinetischen Gastheorie und deren Bedeutung für die Hochvakuumphysik, die Massenspektrometrie, die Isotopentrennung, die Plasmaphysik, die Reaktorphysik, die Wellenmechanik, den Radiometereffekt und die Photophorese.

## Veröffentlichungen (Auswahl)
- Elementare Einführung in die kinetische Gastheorie, Teubner, Leipzig, 1963
- Anleitung zum physikalischen Praktikum für Mediziner, Biologen, und Pharmazeuten an der Humboldt-Universität Berlin zusammen mit Alexander Deubner, Teubner, Leipzig, 1957, OCLC 252662722